# مافيا بيركلي
مافيا بيركلي (بالإنجليزية: Berkeley Mafia) هو مصطلح مُعطى لمجموعة من الاقتصاديين الإندونيسيين الذين تلقوا تعليماً أمريكياً والذين حصلوا على مناصب تكنوقراطية في ظل الحكومة الجديدة التي أنشأها سوهارتو في إندونيسيا في أواخر الستينيات. ساعد عملهم على إعادة إندونيسيا من ظروفها الاقتصادية الرهيبة وخطورة المجاعة في منتصف الستينيات إلى بداية الاستقرار والنمو. تم تعيينهم في المراحل المبكرة من إدارة "النظام الجديد"، مع ما يقرب من ثلاثة عقود من النمو الاقتصادي. بدأت جهودهم أيضًا تعاونًا استراتيجيًا طويل الأمد بين الولايات المتحدة وإندونيسيا، والذي كان مهمًا خلال الحرب الباردة.
ضمت المجموعة: ويدجوجو نيتاسترو ومحمد شادلي وإميل سالم وسوبيروتو وعلي وردانة.

## أصول المجموعة
في منتصف الخمسينيات كان الاقتصاديون الذين سيصبحون تحت مسمى مافيا بيركلي طلابًا في كلية الاقتصاد بجامعة إندونيسيا. يرأس الكلية سوميترو دوجوهاديكوسومو وهو اقتصادي شغل منصب وزير التجارة والصناعة ووزير المالية للحكومة. سوميترو كونه المعلم الوحيد الحاصل على دكتوراه في الاقتصاد، اضطر إلى اللجوء إلى محاضرين أجانب من هولندا ومحاضرين من كليات أخرى للمساعدة في تثقيف وتعليم الطلاب في الاقتصاد.
مع تزايد التوترات بين إندونيسيا والحكومة الهولندية بشأن ولاية غرب إريان (المعروفة الآن باسم بابوا الغربية)، بدأ المحاضرون الهولنديون في مغادرة البلاد. التفت سوميترو إلى مؤسسة فورد للحصول على المساعدة. بدأت مؤسسة فورد بعد ذلك عملية تم فيها اختيار طلاب من كلية الاقتصاد بجامعة إندونيسيا لإجراء دراسات في الخارج في جامعة كاليفورنيا بيركلي. بعد أن أجرت مؤسسة فورد بعض الاستعدادات الأولية، بدأ برنامج الدراسات الخارجية في عام 1957. بحلول أوائل الستينيات عاد جميع الطلاب الذين تم إرسالهم إلى الخارج من بيركلي وبدأوا في شغل مناصب كمحاضرين في كلية أركان الجيش والقيادة.
في عام 1966 تولى الجنرال سوهارتو السيطرة التنفيذية في إندونيسيا من الرئيس سوكارنو. على الرغم من أنه لن يصبح رئيسًا رسميًا لمدة عامين آخرين، فقد بدأ سوهارتو في وضع الأسس لما سيصبح النظام الجديد. في أواخر أغسطس 1966 عقد سوهارتو ندوة في كلية أركان الجيش والقيادة لمناقشة المسائل السياسية والاقتصادية والطريقة التي سيتعامل بها النظام الجديد مع هذه المشكلات. حضر الندوة الاقتصاديون في كلية الاقتصاد برئاسة ويدجوجو نيتاسترو.
خلال الندوة وضع الاقتصاديون أفكارهم وتوصيات السياسة. أعجب العرض التقديمي سوهارتو الذي دعاهم لبدء العمل كفريق من الخبراء في مجال الاقتصاد والمالية.

## الإنجازات والجدل
في 3 أكتوبر 1966 بناءً على نصيحة هؤلاء الاقتصاديين وغيرهم، أعلن سوهارتو عن برنامج يهدف إلى تحقيق الاستقرار وإعادة تأهيل الاقتصاد الإندونيسي. في نهاية عصر سوكارنو وصل معدل التضخم في إندونيسيا إلى رقم مكون من أربعة أرقام وكان هناك دين سريع النمو. تدهورت الأمور بهذه الطريقة لأن الحكومة في عهد سوكارنو أنفقت الكثير من المال على بناء آثار باهظة الثمن، وتأميم الصناعة، وتمويل العجز في الميزانية عن طريق القروض الأجنبية والاقتراض من البنك المركزي الإندونيسي (في الواقع طباعة النقود). هدفت مافيا بيركلي إلى معالجة المشكلة من خلال سياسات اقتصادية أكثر حذراً مع التركيز على بعض الضوابط التنظيمية، وجعل التضخم تحت السيطرة، وموازنة الميزانية. ويهدف البرنامج أيضا إلى إصلاح البنية التحتية وتطوير القطاع الزراعي. وفي الوقت نفسه تم وضع برنامج دولي لدعم الانتعاش الاقتصادي تحت رعاية مجموعة حكومية دولية تم تشكيلها حديثًا معنية بإندونيسيا.
البرنامج الاقتصادي الجديد كان ناجحا في تحقيق الاستقرار في الاقتصاد. انخفض التضخم من 650 ٪ في عام 1966 إلى 13 ٪ فقط في عام 1969. بعد أن أصبح سوهارتو رئيسًا في عام 1968 تم تعيين أعضاء فريق مافيا بيركلي في مناصب وزارية وكبار المستشارين في حكومة سوهارتو. وهكذا كان للمجموعة تأثير كبير على السياسة الاقتصادية، ثم نجحوا في جلب الاقتصاد الإندونيسي إلى فترة نمو غير مسبوقة. كان معدل النمو مرتفعًا حيث بلغ متوسطه حوالي 6.5٪ سنويًا بين أواخر الستينيات وعام 1997، عندما تأثر جنوب شرق آسيا بالأزمة المالية الآسيوية الحادة.
لم يكن النهج الليبرالي المتبع في بيركلي تجاه الاقتصاد مدعومًا من الجميع. في النظام الجديد واجهوا معارضة من الجنرالات مثل علي مورتوبو وابن سوتو وعلي صادقين، الذين كانت مناهجهم الاقتصادية أكثر قومية بطبيعتها. بعض الجماعات الأخرى مثل فرع حزب التحرير الإندونيسي اعتبر مافيا بيركلي خونة - وجهة نظر نابعة بشكل خاص من استعدادها لخصخصة الصناعات في البلاد. مع بداية الطفرة النفطية في منتصف السبعينيات فضل سوهارتو القوميين الاقتصاديين ونتيجة لذلك كان تأثير مافيا بيركلي محدودًا.
كان سوهارتو يلجأ إلى مافيا بيركلي مرة أخرى في منتصف الثمانينيات، عندما بدأ سعر النفط في الانخفاض ومعه النمو الاقتصادي في إندونيسيا. ترأس مافيا بيركلي مسألة التحرير ورفع القيود، ونتيجة لذلك جدد نمو الاقتصاد الإندونيسي. مرة أخرى بدأ الاقتصاد الإندونيسي في النمو ومرة أخرى واجهت مافيا بيركلي معارضة سياسية. هذه المرة كان خصومهم سودهارمونو وجيناندجار كارتاسمايتا، الذين دافعوا عن القومية الاقتصادية، وكذلك يوسف حبيبي الذين أرادوا تنمية اقتصادية تركز على التكنولوجيا. كما في المناسبة السابقة انحاز سوهارتو إلى القوميين الاقتصاديين وضعفت قوة مافيا بيركلي.
خلال الانهيار الاقتصادي في إندونيسيا بسبب الأزمة المالية الآسيوية في عام 1997، ألقى الناس باللوم على مافيا بيركلي واعتبروها جزءًا من النظام الجديد. في فترة الإصلاح تم الاحتفاظ بويدجوجو نيتاسترو فقط في الحكومة.

## ما بعد سوهارتو
من خارج مجموعة مافيا بيركلي، استمر بويدجوجو نيتاسترو فقط في التأثير بشكل كبير داخل الحكومة خلال فترة ما بعد إصلاح سوهارتو، من خلال منصبه كمستشارًا اقتصاديًا للرؤساء يوسف حبيبي وعبد الرحمن وحيد وميجاواتي سوكارنوبوتري. وبقي محمد اشادلي معروفًا كمعلق اقتصادي كبير حتى وفاته في عام 2008. واصل إميل سالم نشاطه في القضايا البيئية سواء داخل إندونيسيا أو في الأوساط الدولية.